# Arevaker

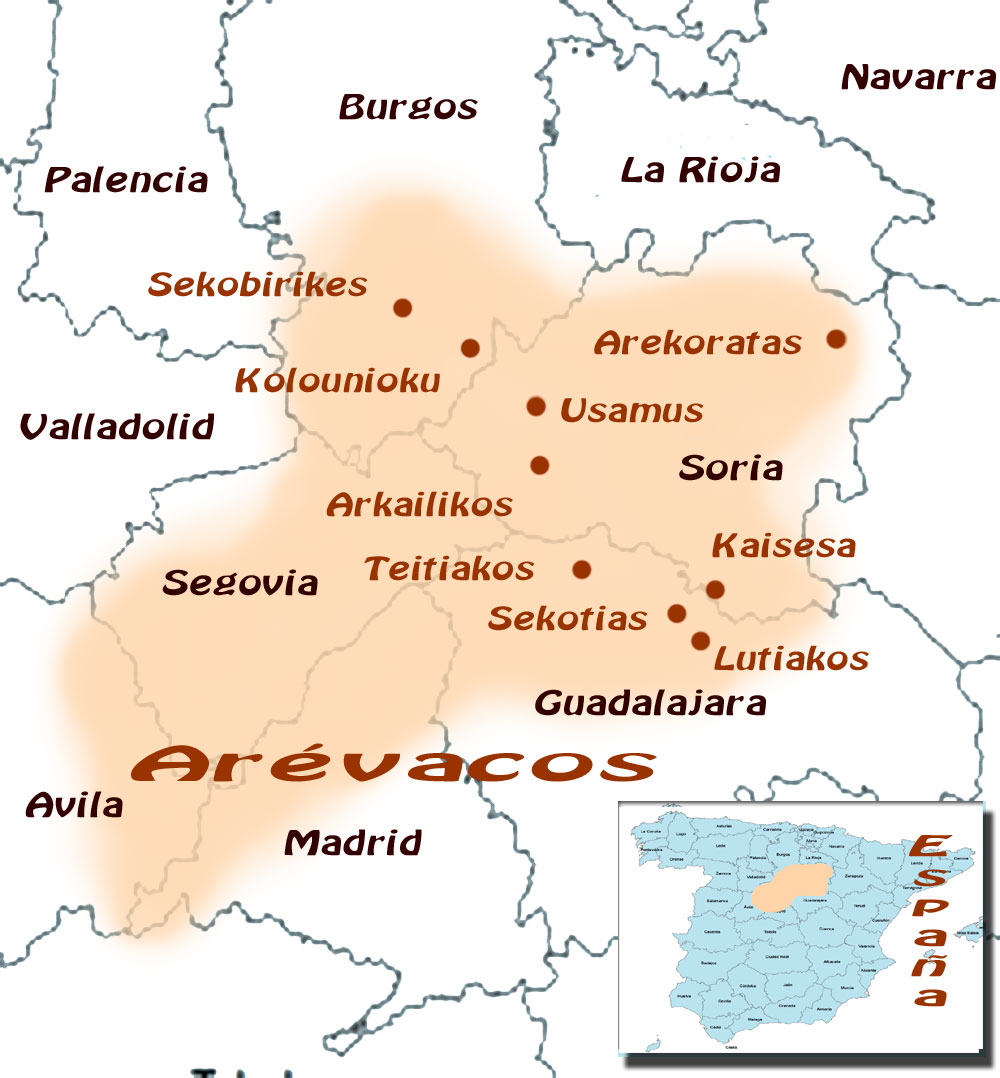
Siedlungsgebiet der Arevaker

Die Arevaker (spanisch Arévacos; in antiken Quellen auch Arvatkos oder Areukas genannt) waren eine keltiberische Stammesgruppe im Zentrum und im Norden der Iberischen Halbinsel. Die größte und wohl auch wichtigste Stadt ihres Siedlungsgebietes war Numantia.

## Etymologie
Bislang existieren zwei etymologische Herleitungen des Namens Arevaker – die eine bezieht sich auf den überlieferten Namen eines Stammes der Vaccäer (Are-Vaccei würde in etwa „Nord-Vaccäer“ bedeuten); die andere stammt von Plinius dem Älteren, der die Stammesbezeichnung von einem Fluss mit Namen Areva oder Araviana herleitet. Die Namen anderer überlieferter keltiberischer Stämme lauten Beller, Avaker, Tittier, Lusonen, Lusitaner u. a.

## Geschichte
Trotz schlechter Quellenlage und nur weniger archäologischer Funde ist die Forschung sich weitgehend darin einig, dass keltiberische Stämme schon seit etwa 1000 v. Chr. in der Region der Iberischen Meseta ansässig waren. Ins historische Bewusstsein traten sie erst durch ihren jahrelangen Widerstand gegen die Römer. Im Keltiberischen Krieg (197–179 v. Chr.) scheinen die Arevaker nicht involviert gewesen zu sein. Im Spanischen Krieg (154–133 v. Chr.), einem Nebenschauplatz des Dritten Punischen Krieges (149–146 v. Chr.), versuchten die Römer, das Land zu romanisieren und von karthagischen Einflüssen fernzuhalten. Nach anfänglichen Erfolgen der Arevaker und der mit ihnen verbündeten Stämme gegen die römischen Armeen eroberte Scipio Africanus der Jüngere im Jahre 133 v. Chr. die Stadt Numantia, versklavte die Bevölkerung und ließ die Stadt schleifen. In den Jahren 99–81 v. Chr. gab es erneute Aufstände keltiberischer Stämme, die jedoch vom Prokonsul Titus Didius niedergeschlagen wurden. Im Kantabrischen Krieg (29–19 v. Chr.) stellten die Arevaker eine Reitertruppe (Ala Hispanorum Arevacorum). Ob sie an der Ermordung des Praetors Lucius Calpurnius Piso im Jahre 25 v. Chr. beteiligt waren, ist unklar.

## Orte / Siedlungsplätze
- Numantia (Garray)
- Arcóbriga (Monreal de Ariza)
- Arekoratas  (Ágreda?)
- Clunia (Coruña del Conde)
- Cortona (Medinaceli?)
- Kolounioukou (Peñalba de Castro)
- Segontia Lanka (Langa de Duero)
- Lutiakos (Luzaga)
- Segontia (Sigüenza)
- Termantia, Termes (Montejo de Tiermes)
- Uxama (bei El Burgo de Osma)
- Voluce (Calatañazor)

Andere überlieferte Namen arevakischer Orte wie Nova Augusta, Tukris, Malia, Belgeda, Kolenda und Lutia konnten bislang geographisch noch nicht identifiziert werden.